# Eugene Polley
Eugene Polley (Chicago, 29 novembre 1915 – Downers Grove, 20 maggio 2012) è stato un inventore statunitense.
Divenne noto, nel 1955, per aver inventato il primo telecomando per la televisione poi sviluppato da Robert Adler.